# Oscar Garré
Oscar Alfredo Garré (Valentín Alsina, 1956. december 9. –) világbajnok argentin válogatott labdarúgó. 

## Pályafutása

### Klubcsapatban
Pályafutása nagy részét a Ferro Carril Oeste csapatában töltötte. 1974 és 1988, illetve 1989 és 1994 között volt a klub játékosa. 1982-ben és 1984-ben argentin bajnoki címet szerzett, 1982-ben ráadásul veretlenül nyerték meg az argentin bajnokságot. 1994-ben Izraelbe igazolt, ahol először a Hapóél Kfar Sabá, majd a Hapóél Beér-Seva csapatában játszott. 

### A válogatottban
1983 és 1988 között 39 alkalommal szerepelt az argentin válogatottban. Részt vett az 1983-as és az 1987-es Copa Américan, illetve tagja volt az 1986-os világbajnokságon győztes csapat keretének is. 

### Edzőként
Miután befejezte a pályafutását edzősködni kezdett. Dolgozott korábbi klubja a Ferro együttesénél, majd a Lanús együttesét irányította 1997 és 2000 között. Ezt követően Chilébe vállalt munkát, ahol a Deportes Concepción csapatát edzette. 2004-ben rövid ideig a Universidad Católica vezetőedzője volt. 2005 és 2011 között az argentin Atlético Rafaela csapatát irányította.

## Sikerei, díjai
Ferro Carril Oeste
- Argentin bajnok (2): Nacional 1982, Nacional 1984

Argentína
- Világbajnok (1): 1986